# 小行星4215
小行星4215（英語：4215 Kamo）是一颗围绕太阳公转的小行星。1987年11月14日，上田清二、金田宏在钏路市发现了此天体。
这颗小行星的绝对星等为279.9264676761774等。